# Terminal Aérea (métro de Mexico)
Terminal Aérea est une station de la Ligne 5 du métro de Mexico, située à l'est de Mexico, dans la délégation Venustiano Carranza.

## La station
La station ouverte en 1981, tire son nom du tout proche Terminal n°1 de l'aéroport international de Mexico. Le symbole représente une tour de contrôle avec au premier plan un avion.